# Гвоздки (Новгородская область)
Гвоздки — деревня в Валдайском районе Новгородской области. Входит в состав Едровского сельского поселения.

## География
Деревня расположена недалеко от районного центра — Валдая.

### Часовой пояс
Деревня Гвоздки как и вся Новгородская область, находится в часовой зоне МСК (московское время). Смещение применяемого времени относительно UTC составляет +3:00.

## Население
| 2010 |
| ---- |
| 3    |

### Известные жители
Малые Гвоздки
- Григорьев-Савушкин, Павел Григорьевич (1916—2000) — лауреат Государственной премии Чувашии им. К. В. Иванова, народный художник Чувашской АССР.